# Szóhasadás
A szóhasadás (más néven párhuzamos alak- és jelentésmegoszlás) a paronímia (hasonlóalakúság) egyik fajtája, amikor egyazon szó akár alap-, akár toldalékos formájában két vagy több alakváltozatra bomlik, és az egyes alakváltozatok között részleges vagy teljes jelentésmegoszlás vagy jelentéselkülönülés áll be (a stílusbeli és a használatbeli különbséget is ideértve). A szóhasadás a szóalkotási módok közé tartozik.

## Létrejötte
Szóhasadás során két redundáns alak létezik egymás mellett, s ezek egymástól eltérő, önálló új jelentést kapnak.  Szóhasadásról szemantikailag a hasonló alakú szavak esetén beszélünk, amikor egyes alakváltozatok megszilárdulnak.
A szóhasadást inkább történelmi folyamatnak tekintjük, mert a példák többsége régen, különféle hangváltozások (nyíltabbá válás, palatalizáció és depalatalizáció stb.) következményeként alakult ki. Az újabb keletű példák elsősorban tőváltakozáson alapulnak.

## Típusai
A szóalakok alaktani szempontból lehetnek tőváltozatok (ha egyazon tőből erednek), különbözhetnek hangrendben, ajakkerekítésben, egy magánhangzó meglétében vagy hiányában, egy mássalhangzó zöngésségében stb.
A szóalakok jelentés szempontjából lehetnek egyjelentésűek (alakváltozat, például fel ~ föl, csoda ~ csuda), hasonló jelentésűek (jelentésmegoszlás, például csekély ~ sekély), vagy különböző jelentésűek (jelentéselkülönülés, például időtlen ~ idétlen). Alakváltozatok esetén a két szó jelentése megegyezik; jelentésmegoszlás esetén különbözik, de rokon egymással; jelentéselkülönülés esetén különbözik, és egymással nem áll (közvetlenül belátható) jelentéstani kapcsolatban. (Ezek áttekintését l. az Alak-jelentés viszony oldalon.)
A szóalakhasadás a szóhasadás altípusa; ez a legújabb időkben is gyakori. A jelentésmegoszlás ilyenkor egyazon szó ragozott alakjánál figyelhető meg. Ezek között megkülönböztethetünk tőváltozatokon alapulókat (a hagyományosan megszilárdult tőalak és a szabályosan képzett alak is megjelenik más-más jelentésben), valamint a toldalékok hasadásán alapulókat (például kétféle többesszám-jel fordul elő). A szóalakhasadás példáit lásd lent.

## Megkülönböztetése a homonímiától
A szóhasadás megkülönböztetendő a homonímiától, ugyanis olykor a homonim alakok is eltérő módon ragozódnak, például kara ~ karja. Az ilyen esetek azért nem tartoznak a szóhasadás körébe, mert nem egy alak hasadt ketté, hanem két, különböző eredetű alak esett egybe (a kar mint testrész ótörök eredetű, a kar mint kórus vagy testület pedig latin).

## Példák

### Szóhasadás

#### Alakváltozat
- csoda ~ csuda
- fel ~ föl
- kever ~ kavar
- setét ~ sötét
- szí ~ szív
- veres ~ vörös

#### Jelentésmegoszlás
- bozót ~ bozont
- csekély ~ sekély
- fő ~ fej
- keserű ~ keserves
- lobog ~ lebeg
- magános ~ magányos (palatalizáció útján)
- makog ~ mekeg
- mell ~ mál
- nő ~ nej
- ó ~ agg ~ avas
- ördög ~ ördöng(ös)
- merít ~ márt
- nevel ~ növel
- paskol ~ pacskol
- szaru ~ szarv
- talán ~ talány (palatalizáció útján)

#### Jelentéselkülönülés
- dobban ~ döbben
- család ~ cseléd
- forgatag ~ fergeteg/förgeteg
- helység (település) ~ helyiség (szoba)
- időtlen ~ idétlen
- kamra ~ kamara
- só ~ sav
- teke ~ tőke
- toboz ~ doboz
- vacok ~ vacak

### Szóalakhasadás
- daruk (gépek) ~ darvak (madarak)
- fia (gyermeke) ~ fiúja (kedvese); (bárány) gyapja ~ (kereskedő) gyapjúja; (egy ember) anyja ~ (csavar) anyája
- vonalazó (aki vonalaz) ~ vonalzó (szerkesztéshez használatos eszköz)
- szőlője ~ szőleje, mezeje ~ (mágneses/elektromos) mezője
- gyorsak ~ gyorsok, objektívek ~ objektívok, vörösek ~ vörösök, kalaposak ~ kalaposok (az előbbi melléknév, az utóbbi főnév többes száma; az eredeti melléknévi alakok nyíltabb hangzós többesszám-jelet kapnak, a főnevesült alakok pedig zártabbat)
- üdítők ~ üdítőek (az első főnevesült, a második az eredeti melléknévi alak)
- tárgytalan ~ tárgyatlan, gondtalan ~ gondatlan, lélektelen ~ lelketlen